# Maria Dedo-Brie
Maria Dedo-Brie (* als Maria Brie am 3. September 1877 in Rostock; † 20. Dezember 1960 in Murrhardt) war eine deutsche Lehrerin, Bibliothekarin und Autorin.
Die Tochter von Siegfried Brie studierte 1900–1902 in Breslau und Heidelberg und wurde im Folgejahr zum Doktor der Philosophie promoviert. Bis zu ihrer Hochzeit im Jahr 1907 arbeitete sie in Breslau als Bibliothekarin. Nach dem Zweiten Weltkrieg lebte sie in Wuppertal-Elberfeld.

## Schriften (Auswahl)
- Savonarola in der deutschen Literatur; 1903
- Aus einer anderen Welt; 1907
- Gedichte; 1908
- Der Ruf des Vaters: Novelle; 1916
- Erinnerungen an Dr. Max Hermann
- Carl von Holtei. In: Schlesische Lebensbilder. Hrsg. von der Historischen Kommission für Schlesien. Breslau u. a., 8 Bände (bis 2015), Breslau u. a. 1922 ff, Band 1, 1922, S. 8–16.
- Carl von Holtei. In: Schlesier des 17. bis 19. Jahrhunderts. Korn, Breslau 1928.
- mit Eberhard Viegener: Gert Birnbaum:[2] Eine Kunde aus dem 14. Jahrhundert; 1928
- Graf Balduin und seine Tochter: Erzählung aus Alt-Flandern; 1931
- Das Fenster ins Blaue; (Gedichte), 1939
- Das brennende Herz und andere Märchen; 1948